# Politiek in Glarus

Wapen van het kanton Glarus

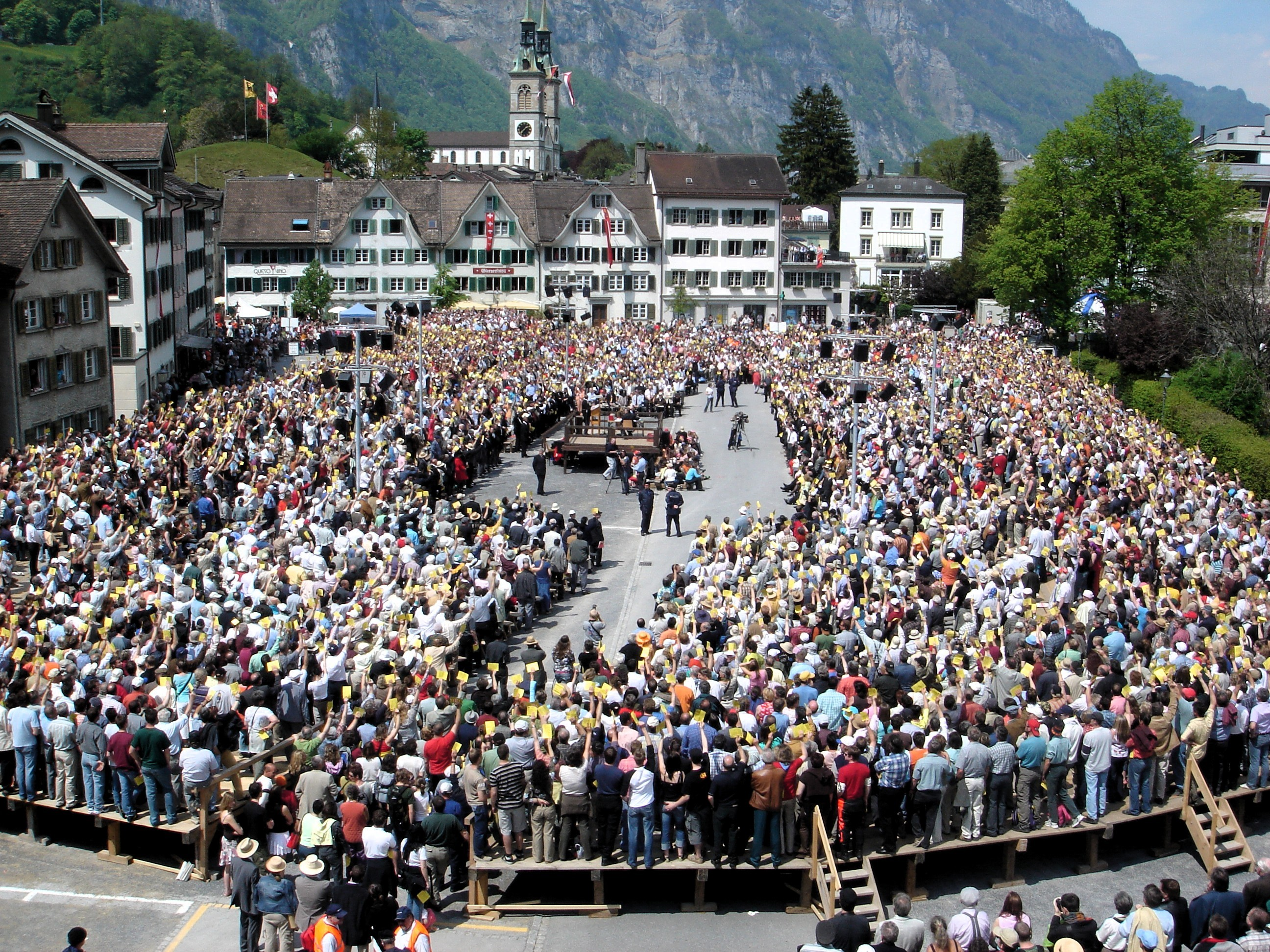
Landsgemeinde in Glarus, 7 mei 2006

Dit artikel gaat over de politiek in het kanton Glarus (Zwitserland).

## Wetgevende macht

### Landsgemeinde
De hoogste politieke macht ligt bij de Landsgemeinde. De Landsgemeinde is een volksvergadering en een van de oudste vormen van directe democratie. Samen met het kanton Appenzell Innerrhoden, is het kanton Glarus het laatste kanton waar de Landsgemeinde nog wordt gehouden. Eens per jaar, namelijk op de eerste zondag van mei, wordt de Landsgemeinde gehouden en komen alle stemgerechtigde mannen en vrouwen bijeen om over wetten te stemmen en de staatsbegroting goed te keuren. Burgers mogen overal over debatteren.
Op 1 mei 2011 vond de meest recente Landsgemeinde plaats.
Er is ook een Landraad (Landrat), een parlement. De Landraad bestaat 60 leden en heeft de hoogste controle over de Regeringsraad (Regierungsrat) en zorgt draagt voor de administratieve voorbereidingen voor de Landsgemeinde. De Landraad heeft echter geen wetgevende macht, deze ligt in handen van de Landsgemeinde.
De Landraad wordt via algemeen kiesrecht gekozen. Vrouwen hebben sinds 1971 kiesrecht.

### Samenstelling Landraad 2002, 2006 en 2010
De samenstelling van de Landraad na de verkiezingen van 2002, 2006 en 2010 ziet er als volgt uit:
| Partij   | Zetels 2002 | % 2002 | Zetels 2006 | % 2006 | Zetels 2010 | % 2010 |
| -------- | ----------- | ------ | ----------- | ------ | ----------- | ------ |
| SVP      | 21          | 25,3%  | 26          | -      | 17          | 25,1%  |
| FDP      | 26          | 30,7%  | 23          | -      | 12          | 19,4%  |
| BDP      | -           | -      | -           | -      | 10          | 16,1%  |
| SP       | 12          | 17,4%  | 12          | -      | 8           | 13,9%  |
| GPS      | 8           | 9,0%   | 6           | -      | 7           | 11,9%  |
| CVP      | 13          | 16,2%  | 12          | -      | 5           | 10,0%  |
| Overigen | 0           | 1,4%   | 1           | -      | 1           | 3,7%   |
| Totaal   | 80          | 100%   | 80          | -      | 60          | 100%   |

## Uitvoerende macht

### Regeringsraad
De uitvoerende macht van het kanton Glarus ligt in handen van de Regeringsraad (Regierungsrat) die sinds 2006 uit vijf (voorheen zeven) personen bestaat. Ieder lid van de Regeringsraad heeft een departement onder zich. Het hoofd van de Regeringsraad is de Landammann (voorzitter van Regeringsraad). Hij (er zijn nog nooit vrouwelijk Landammänner geweest) wordt gekozen voor de duur van vier jaar. De huidige Landammann is Robert Marti (2006-), zijn plaatsvervanger, de Landesstatthalter, is Pankraz Freitag (2006-). De Regeringsraad wordt rechtstreeks door het volk gekozen.

### Samenstelling Regeringsraad
| Persoon         | Departement                  | Functie           | Partij |
| --------------- | ---------------------------- | ----------------- | ------ |
| Pankraz Freitag | Bouw en Milieu               | Landesstatthalter | FDP    |
| Jakob Kamm      | Onderwijs en Cultuur         | Regierungsrat     | SP     |
| Robert Marti    | Veiligheid en Justitie       | Landammann        | SVP    |
| Rolf Widmer     | Financiën en Volksgezondheid | Regierungsrat     | CVP    |
| Marianne Dürst  | Financiën en Volksgezondheid | Regierungsrätin   | FDP    |